# The Aces
The Aces (с англ. — «Тузы»), ранее были известны как The Blue Aces — американская альт-поп-группа из Прово, штат Юта. В состав группы входят четыре участника: гитаристка Кэти Хендерсон, басистка Маккенна Петти и сестры Алиса Рамирес (ударные) и Кристал Рамирес (ведущий вокал и гитара).
Их первый сингл «Stuck» под названием The Aces был выпущен в 2016 году, в конечном итоге достигнув 38-го места в чарте Billboard Alternative Songs в конце 2017 года. Второй сингл группы, «Physical», был выпущен в 2017 году перед их дебютным мини-альбомом I Don't Like Being Honest. Группа подписала контракт с Red Bull Records. Дебютный альбом группы, When My Heart Felt Volcanic, был выпущен 6 апреля 2018 года. The Aces работали с шестью продюсерами над записями, но Дэн Гибсон и Саймон Оскрофт оказали особое влияние, приняв участие в записи половины материала.
The Aces присоединились к 5 Seconds of Summer для их тура Meet You There Tour. После этого тура они отправились в свой собственный североамериканский тур Waiting For You Tour, в поддержку When My Heart Felt Volcanic.

## Дискография
Альбомы
- When My Heart Felt Volcanic (2018)
- Under My Influence (2020)
- I've Loved You for So Long (2023)

EP
- The Blue Aces (2012) — под названием The Blue Aces
- Gave You My Heart (2014) — под названием The Blue Aces
- I Don't Like Being Honest (2017)